# Imre Vincze (komponist)
Imre Vincze (født 26. september 1926 i Kocs - død 3. maj 1969 i Budapest, Ungarn) var en ungarsk komponist, professor og lærer.
Vincze studerede komposition på Musikkonservatoriet i Budapest hos Ferenc Szabó, med endt afgangseksamen i 1951. Han har skrevet tre symfonier, orkesterværker, kammermusik, koncertmusik, sange, filmmusik etc. Vincze var lærer og professor i komposition på Musikkonservatoriet i Budapest fra 1952 til 1968. Han har vundet Erkel Prisen for sine kompositioner i 1952 og 1956.

## Udvalgte værker
- Symfoni nr. 1 (1951) - for orkester
- Symfoni nr. 2 (1953) - for orkester
- Symfoni nr. 3 (1967) - for orkester
- Symfonisk sats (1957) - for orkester
- Kantate sunget uden ord (1960) - for kor
- Rapsodi Koncertante (1966) - for klaver og orkester